# Nathaniel Dance-Holland
Nathaniel Dance-Holland (8 mai 1735 – 15 octobre 1811), 1er baronnet, est un notable anglais, peintre de portraits, puis un politique.

## Biographie
Il est le troisième fils de l'architecte George Dance l’Ainé, il ajouta le suffixe Holland plus tard dans sa vie. Il étudie l'art sous la direction de Francis Hayman, et comme beaucoup de ses contemporains en Italie. Il rencontre Angelica Kauffmann, et peint de nombreuses toiles historiques et classiques.
Après son retour en Angleterre, il devient un peintre de portrait et eut beaucoup de succès. Avec Hayman et son frère également architecte George Dance the Younger, il est l'un des membres fondateurs de la Royal Academy en 1768.
Il est chargé de peindre le roi George III et sa reine, ainsi que le Capitaine James Cook et l'acteur David Garrick.
En 1790, il abandonne sa carrière artistique pour devenir député pour East Grinstead dans le Sussex. Il occupe ce siège jusqu'en 1802 lorsqu'il change pour Great Bedwyn, servant jusqu'en 1806. Il retourne vers son premier choix en 1807, jusqu'à sa mort en 1811. Il est adoubé baronnet en 1800.
Son frère George Dance le Jeune, architecte, est l'un des fondateurs de la Royal Academy en 1768. Tandis que son neveu, Sir Nathaniel Dance (1748-1827), est un commandant très célèbre de la British East India Company.